# Dobór krewniaczy
Dobór krewniaczy (ang. kin selection) – mechanizm ewolucji biologicznej, który prowadzi do adaptacji organizmów, polegającej na zwiększaniu szansy przeżycia osobników z nimi spokrewnionych. Istnienie doboru krewniaczego jest kontrowersyjną hipotezą, proponowane są alternatywne do niego modele.

## Ewolucyjne wyjaśnienie altruizmu
Dobór krewniaczy wyjaśnia pochodzenie zachowań altruistycznych w stosunku do osobników spokrewnionych. Został oryginalnie zaproponowany przez Karola Darwina jako wytłumaczenie istnienia sterylnych kast u owadów, lecz ogólną akceptację zyskał dopiero dzięki przełomowym pracom W.D. Hamiltona. Hamilton wprowadził koncepcję dostosowania włącznego (ang. inclusive fitness), która mówi, że dostosowanie danego organizmu jest sumą sukcesu reprodukcyjnego i wpływu tego organizmu na sukces reprodukcyjny jego krewniaków.
Do najprostszych przykładów doboru krewniaczego należy dobrowolne poświęcenie dla własnego potomstwa, co prowadzi do dobrowolnego pozbawienia się przez rodzica części pokarmu, a więc zmniejszenia swoich szans na przeżycie. Podobne zjawisko obserwuje się w organizmach wielokomórkowych, gdzie dla dobra całej istoty żywej niektóre komórki ulegają apoptozie.

## Opis matematyczny
Dla badania doboru krewniaczego wygodny jest współczynnik pokrewieństwa, czyli liczba z przedziału od 0 do 1 mówiąca, jaką część genów dwa osobniki odziedziczyły po wspólnych przodkach lub jeden względem drugiego. Dla bliźniąt jednojajowych liczba ta wynosi 1; w relacji rodzic – dziecko 0,5; między pełnym rodzeństwem 0,5; między niepełnym (wspólny 1 rodzic) – 0,25; itd.
Częstość allelu w populacji może wzrosnąć, jeśli organizm-nosiciel danego allelu pomaga swoim krewnym, o ile korzyści odniesione przez krewniaków zgodne są z tzw. zasadą Hamiltona:
R × B > C,
gdzie:
R – współczynnik pokrewieństwa,
B – zysk reprodukcyjny krewniaka,
C – koszt reprodukcyjny osobnika poświęcającego się.

## Przykład pszczół

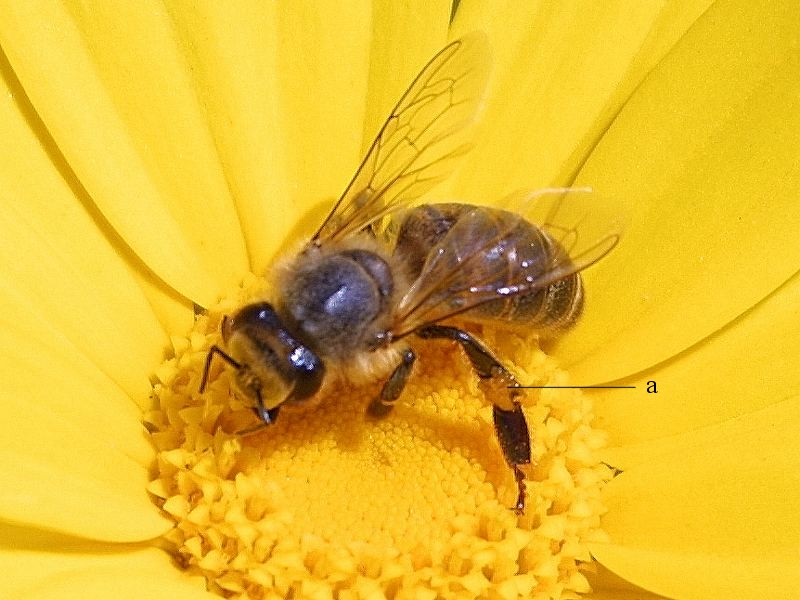
Pszczoła robotnica zbiera pyłek i nektar dla siebie i całego roju

Aby lepiej zrozumieć, jak współczynnik pokrewieństwa warunkuje ewolucję zachowań altruistycznych, można posłużyć się przykładem pszczół. Wśród innych owadów wyróżniają się one bardzo szczególnym systemem rozmnażania. Pszczele królowe są diploidalne (posiadają dwa zestawy genów), a trutnie haploidalne (tylko jeden zestaw). Komórki jajowe zawierają tylko jeden zestaw genów będący losową kombinacją obu zestawów genów królowej. Wszystkie plemniki zawarte w nasieniu jednego trutnia zawierają cały jego zestaw genów i są identyczne. Robotnice powstają w efekcie zapłodnienia komórki jajowej pochodzącej od królowej przez plemnik dostarczony przez jednego z trutni, z którym uprzednio kopulowała.
Taki system haplo-diploidalny powoduje, że współczynnik pokrewieństwa pomiędzy robotnicami w ulu wynosi (zakładając tego samego ojca, trutnia) 0,75. W rzeczywistości, ponieważ królowa-matka jest zapładniana przez nawet do 30 trutni, współczynnik pokrewieństwa robotnica-robotnica zawiera się w od 0,25 do 0,75.
Jeżeli wykonamy obliczenia dla pszczół, to okaże się, że gen nakazujący robotnicy oddanie życia (koszt 1 – zero szans na potomstwo) za dwie inne robotnice mające tego samego ojca (pokrewieństwo 0,75):
{\displaystyle 0{,}75\times 2>1,}
będzie rozprzestrzeniać się w populacji tych produkujących miód owadów. Co więcej, robotnica oddaje zwykle życie nie za dwie siostry, lecz za tysiące, co jeszcze zwiększa „zysk” jej genów. Po przeprowadzeniu tego rozumowania można pojąć, jak na drodze ewolucji mógł powstać gen nakazujący robotnicy samobójczy atak na każdego amatora miodu, aby obronić cały ul. Taki skrajny przejaw osobniczego altruizmu jest przejawem „egoizmu genów” (zob. Samolubny gen).